# 新直轄方式

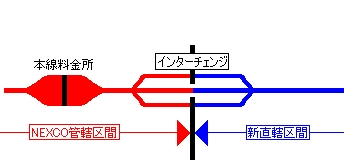
新直轄区間と有料道路区間の接続点（模式図）
有料区間と無料区間の境界は本線料金所が存在する

新直轄方式（しんちょっかつほうしき）は、高速自動車国道の建設において、高速道路会社によらない国と地方自治体の負担による新しい直轄事業のこと。

## 概要
一般国道と同様に国土交通省地方整備局が整備し、完成後は無料開放される。そのため整備効果を上げやすく、並行する未改良の一般国道のバイパス整備の代替とされることも多い。
高速道路会社による道路整備の補完措置として、国と都道府県が建設・管理費用を分担して行なう方式である。基本的に、料金収入により整備・管理費が補えない採算性に乏しい路線・区間など、高速道路会社による整備・管理が難しい路線・区間が多い。ただし北海道横断自動車道黒松内釧路線の一部（道東自動車道）の様に、需要が見込め国が従来通りの建設整備を行う方針であった路線が、整備を促すという目的で住民運動によって新直轄を選択した路線もあるため、一概に需要が低いとは言い切れない。新直轄方式第1号路線はこの黒松内釧路線の本別IC - 釧路西IC間である。
費用の分担比率は、
| 国 | : | 一般（下記以外の都府県） | = | 3   | : | 1   | ＝ | 75 % | : | 25 % |
| 国 | : | 沖縄県                   | = | 9.5 | : | 0.5 | =  | 95 % | : | 5 %  |
| 国 | : | 北海道                   | = | 8.5 | : | 1.5 | =  | 85 % | : | 15 % |

となっている。
これは、都道府県の財政負担を伴うことから、積極的な整備促進を促す目的と、採算性が乏しい路線を地元自治体が見直すことを促す目的という2つの側面が重要視されている。従来の中央集権的な対応とは異なる方式である。
新直轄の意味は、これまでにあった税金（国と都道府県の建設費負担は2対1、または追加で東日本・中日本・西日本の各高速道路会社）から建設費を投入されて道路建設される方式である高速自動車国道に並行する一般国道自動車専用道路に対する、新たな直轄事業という意味である。
新直轄方式によるもう一つのメリットとして、料金収受機能が不必要になったことによる人件費の大幅削減と、料金所などの施設運営が不要になったことによるインターチェンジ(IC)の簡略化が挙げられる。特に後者については、IC設営が従来に比べて非常に簡素で手軽になり、またIC建設に伴う土地の取得面積も抑えられる。
新直轄区間として開通した高速道路区間の特徴としては、IC間の距離が従来のNEXCO有料区間のそれに比べて、大幅に短距離であること（従来は8 - 20 km程度が普通だったが、新直轄区間では平均して3 - 4 km程度）、IC上に料金所などの設備が不要になったことから、ダイヤモンド型や簡易Y字型などの簡素な設計のICが多いことが挙げられる。
インターチェンジ簡易化の原因は二つある。一つは流出・流入車を一箇所にまとめる必要性が無くなった為に、従来多かったトランペット型（これは、造営の際に広範な土地を必要とする）のICの必要性も無くなることである。もう一つは従来は建設が終ると失くすか閉鎖していた建設車両の出入口となる取り付け道路をそのまま残存させ、簡易ICのランプウェイに転化させるなどの事象が挙げられる。また、インターチェンジの間隔が短距離になったことから、ICの名称も従来に比べ、かなり地域的な物になり（地元周辺住民でなければ認知しないような地名など）、従来の遠隔地移動を目的とした高速道路から、地元住民の短距離の足としての用途転換を窺うことができる。
通常の高速道路では概ね15 km（北海道では25 km）ごとにパーキングエリア、概ね50 km（北海道では80 km）ごとにサービスエリアが設置されるが、新直轄方式では区間内のインターチェンジで入出場しても料金がかからない（新直轄方式区間内あれば無料）ことから設置が省略される（当初は設置予定であっても新直轄方式への転換により計画が白紙になる）。但し新直轄区間が長距離になる場合は代替施設として新直轄方式内のインターチェンジに隣接する形で道の駅が整備される。
新直轄方式での供用により有料区間と無料区間が同一道路において混在することから、2008年（平成20年）6月30日公布、同年8月1日施行の「道路標識、区画線及び道路標示に関する命令の一部を改正する命令」により、「入口の方向」及び「入口の予告」の各標識に無料区間及び有料区間を下図のように表示できるようになった。

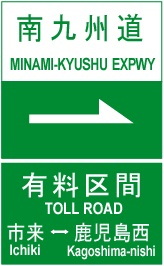
有料区間
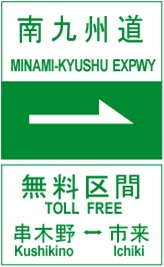
無料区間

## 経緯
2001年（平成13年）の第1次小泉内閣発足後に始められた、いわゆる道路公団民営化の議論が推し進められる中で、2002年（平成14年）12月16日付の「民営化推進委員会意見書」において、新会社の採算を超える部分については、その財源を国および地方公共団体が負担することを求め、高速自動車国道や都市高速道路の建設において、合併施行方式による建設など、国、地方公共団体などの費用負担を前提にした新たな制度を、日本国政府において早急に検討することを提言した。
また、同年12月12日付の「政府・与党申し合わせ」において、新会社による整備の補完措置として、必要な高速道路を整備するため、国と地方の費用負担を国3：地方1とし、できる限り少ない財政負担で高速道路ネットワークを整備する観点から、当時の予算で約3兆円を目安とし、今後の交通需要、金利動向等を踏まえ、必要に応じ見直すものとし、対象とする路線は、料金収入により管理費が賄えない路線など、新会社による整備・管理が難しいと見込まれる区間とすることが決められた。
これらの提案を受けて、同年の通常国会において、新直轄方式による高速国道整備に関する法律改正が制定され、2003年（平成15年）5月12日に改正法が施行された。

## 新直轄区間
新直轄方式は道路公団民営化に関連して初めてとられた手法であるため、第1回国幹会議での対象区間では、すでに旧来の方法で策定済みの計画を、事業主体など基本計画にたちかえって切り替えるという形をとった。基本となる考え方は、高速自動車国道の評価手法に基づき、必要性を厳格に検証して評価結果を公表するとともに、関係都道府県から、整備方式（新直轄方式あるいは有料道路方式）に関する要望を聴取した結果を踏まえて国土交通省にて原案を作成し、国幹会議での議会を経て、新直轄方式に切り替わる区間を選定するという手法がとられている。
2004年1月30日付で、以下の27区間につき整備計画が変更（ならびに、うち20区間については公団への施行命令が撤回）し、2006年2月28日付でさらに7区間の整備計画が変更された。（太字は既供用区間）
第1回国幹会議で整備計画変更（2004年1月30日）
- 北海道縦貫自動車道函館名寄線
  - 士別剣淵IC - 名寄IC ※多寄 - 名寄は2006年に建設凍結されたが、2014年に解除された。
- 北海道横断自動車道
  - 黒松内北見線
    - 足寄IC - 陸別小利別IC - 北見西IC ※足寄 - 陸別町小利別は2006年に建設凍結されたが、そのうち陸別町陸別 - 陸別町小利別は2014年に、足寄町 - 陸別町陸別は2021年に解除された。

  - 黒松内釧路線
    - 本別IC - 阿寒IC - 釧路西IC（新直轄方式第1号路線 当初は料金収入が見込めるため従来通りの整備を予定していたが、積極的に整備を図るために住民運動によって転換した。）
- 東北横断自動車道
  - 釜石秋田線
    - 遠野IC - 宮守IC
    - 宮守IC - 東和IC
- 日本海沿岸東北自動車道
  - 荒川胎内IC - 朝日まほろばIC
  - あつみ温泉IC - 鶴岡JCT ※鶴岡JCTより先（酒田方面）は有料区間のため、JCT手前に本線料金所があり、鶴岡西ICまでが無料で通行できる区間である。
  - 本荘IC - 岩城IC
  - 大館市商人留 - 小坂JCT（起点にインターチェンジは存在せず大館西道路から連続する）
- 東北中央自動車道相馬尾花沢線
  - 福島JCT - 米沢八幡原IC
  - 米沢八幡原IC - 米沢北IC
- 中部横断自動車道
  - 八千穂高原IC - 佐久南IC
  - 佐久南IC - 佐久小諸JCT
- 近畿自動車道
  - 松原那智勝浦線
    - 南紀白浜IC - すさみ南IC

  - 尾鷲多気線
    - 尾鷲北IC - 紀伊長島IC
- 中国横断自動車道
  - 姫路鳥取線
    - 佐用JCT - 西粟倉IC
    - 智頭IC - 鳥取IC

  - 岡山米子線
    - 米子IC - 米子北IC ※2006年に建設凍結

  - 尾道松江線
    - 尾道JCT - 三次東JCT ※尾道JCTより先（山陽道方面）は有料区間のため、JCT手前に本線料金所があり、尾道北ICまでが無料で通行できる区間である。
    - 三次東JCT - 三刀屋木次IC
- 四国横断自動車道
  - 阿南四万十線
    - 阿南IC - 小松島IC
    - 須崎西IC - 四万十町中央IC

  - 愛南大洲線
    - 宇和島北IC - 西予宇和IC
- 九州横断自動車道
  - 延岡線
    - 嘉島JCT - 山都通潤橋IC
- 東九州自動車道
  - 蒲江IC - 北川IC
  - 清武JCT - 日南北郷IC
  - 日南北郷IC - 日南東郷IC
  - 志布志IC - 末吉財部IC

第2回国幹会議で整備計画変更（2006年2月28日）
- 北海道縦貫自動車道函館名寄線
  - 七飯IC - 大沼公園IC
- 日本海沿岸東北自動車道
  - 荒川胎内IC - 朝日まほろばIC
- 東北中央自動車道
  - 東根IC - 尾花沢IC
- 中部横断自動車道
  - 富沢IC - 六郷IC
- 近畿自動車道
  - 松原那智勝浦線
    - 南紀田辺IC - 南紀白浜IC
- 四国横断自動車道
  - 阿南四万十線
    - 小松島IC - 徳島津田IC - 徳島沖洲IC
- 東九州自動車道
  - 佐伯IC - 蒲江IC

第4回国幹会議で新たに整備計画策定（2009年5月29日）
- （東関東自動車道）
  - 水戸線
    - 潮来IC - 鉾田IC ※2017年に有料方式へ変更。
- 日本海沿岸東北自動車道
  - 酒田みなとIC - 遊佐鳥海IC